# Kup europskih prvaka 1973./74. (košarka)
Ovo je sedamnaesto izdanje Kupa europskih prvaka u košarci. Sudjelovalo je 26 momčadi. Završnica je odigrana u Nantesu 3. travnja 1974. Jugoslavija je imala jednog predstavnika: beogradsku KK Radnički Beograd.

## Turnir

### Poluzavršnica
- Ignis Varese -  Radnički Beograd 105:78, 70:83
- Real Madrid -  AS Berck 99:67, 95:81

### Završnica
- Ignis Varese -  Real Madrid 82:84

- europski prvak:  Real Madrid (peti naslov)
  - sastav ([1]): Wayne Brabender, Vicente Ramos, Cristóbal Rodríguez, Carmelo Cabrera, Vicente Paniagua, Luis María Prada, Walter Szczerbiak, Juan Antonio Corbalán, Rafael Rullán, Clifford Luyk, trener Pedro Ferrándiz